# توطئة إقليدس

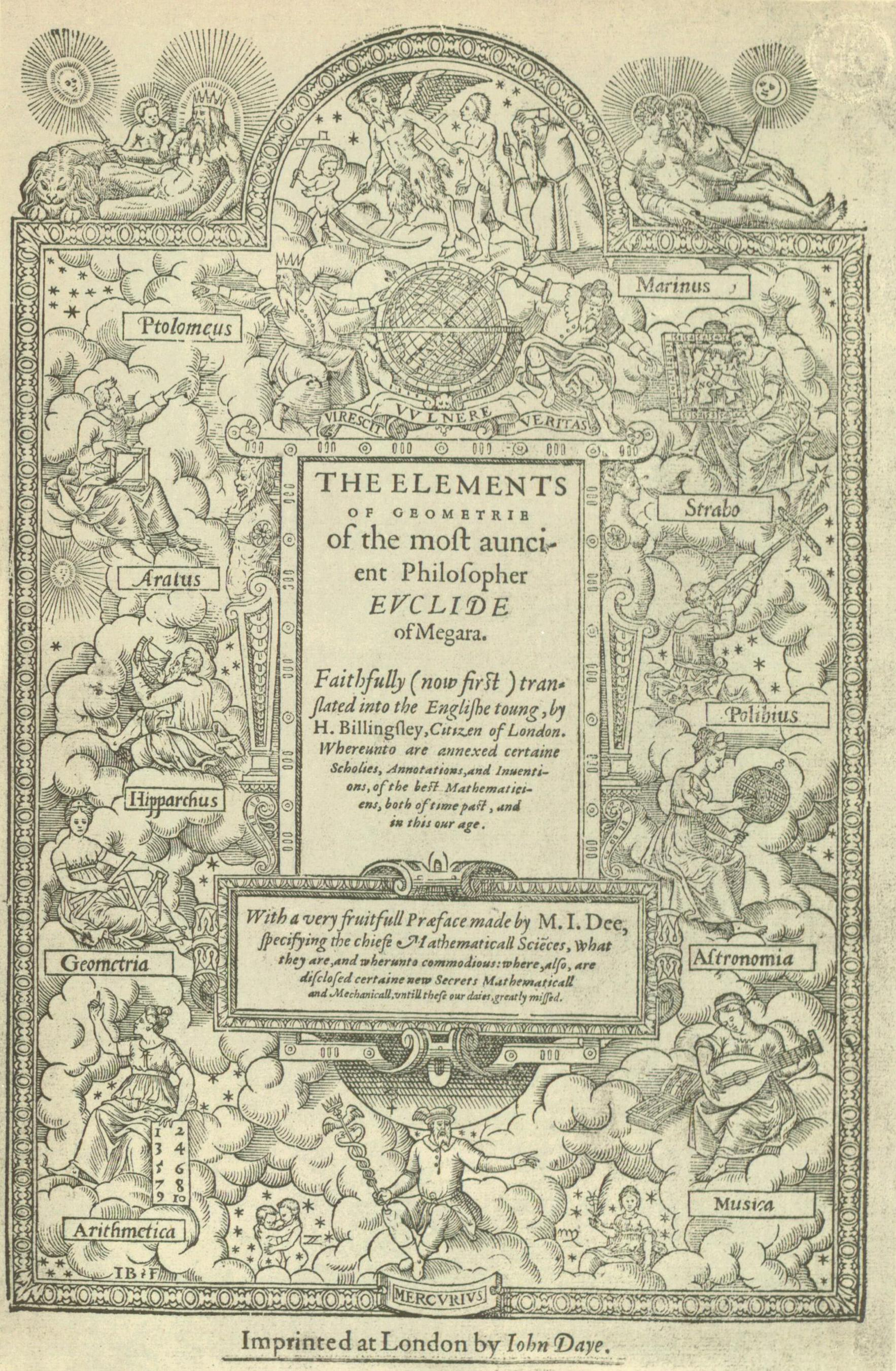

توطئة إقليدس هي توطئة في الجبر ونظرية الأعداد تصف خاصية أساسية للأعداد الأولية وتحديدًا:
لو أن العدد الأولي p يقسم حاصل الضرب ab للعددين الصحيحين a و b, فإن p يقسم على الأقل واحد من هذين العددين الصحيحين a أو b. — توطئة إقليدس
كمثال، لو كان p = 19، a = 133، b = 143، إذا ab = 133 × 143 = 19019، وبما أن هذه القيمة قابلة للقسمة على 19، فبحسب التوطئة يكون أحد العددين 133 أو 143 أو كليهما قابلا للقسمة على 19. وبالفعل نجد أن 133 = 19 × 7.
استخدمت هذه الخاصية لإثبات مبرهنة الحساب الأساسية. واستخدمت لتعريف العناصر الأولية، وهي تعميم للأعداد الأولية في الحلقات التبادلية العشوائية. توضح توطئة إقليدس أن العناصر غير القابلة للاختزال في مجموعة الأعداد الصحيحة هي أيضًا عناصر أولية. يستخدم البرهان الاستقراء الرياضي لذا لا ينطبق على جميع المجالات التكاملية.

## صياغات التوطئة
عادة ما تستخدم توطئة إقليدس بالشكل التالي:
مبرهنة — إذا كانت {\displaystyle p} عددا أوليا قاسما لجداء {\displaystyle ab} وغير قاسمة لـ {\displaystyle a,} فهي إذا قاسمة لـ {\displaystyle b.}
يمكن تعميم توطئة إقليدس من الأعداد الأولية إلى أي أعداد صحيحة على النحو التالي.
مبرهنة — إذا كان العدد الصحيح n قاسما لجداء العددين الصحيحينab, وكان أوليا نسبيا مع a, فإن n يقسم b.
هذا تعميم لأن العدد الأولي p هو أولي نسبيا مع العدد الصحيح a إذا وفقط إذا كان p لا يقسم a.

## تاريخ
ظهرت التوطئة لأول مرة كمبرهنة رقم 30 في الكتاب السابع من أصول إقليدس. وضمنيا هو جزء في أي كتاب يغطي نظرية الأعداد الأولية.
ظهر تعميم التوطئة للأعداد الصحيحة عام 1681 في كتاب جان برستيه Nouveaux Elémens de Mathématiques.
ظهرت التوطئة في أطروحة جاوس Disquisitiones Arithmeticae، كمبرهنة إقليدس رقم 14 (القسم 2)، والني استخدمها جاوس لإثبات تفرد ناتج تحليل عدد صحيح لعوامله الأولية (نظرية 16)، مقرا ببديهية هذا الأمر. ومن ثم يصل لتعميم الأعداد الأولية على الأعداد الصحيحة. لهذا السبب، يُشار أحيانًا لتعميم توطئة إقليدس باسم توطئة جاوس، ولكن يعتقد البعض أن هذا الاستخدام غير صحيح بسبب الخلط بينها وبين توطئة جاوس للبواقي التربيعية.